# Onkelos
Onkelos le Prosélyte (hébreu : אונקלוס הגר Onqelos HaGuer) est un disciple des Sages de la troisième génération des docteurs de la Mishna (IIe siècle
EC). Notable romain, il choisit de se rendre en Judée et de se convertir au judaïsme, étudiant auprès des sages les plus éminents de sa génération. La tradition juive lui attribue la rédaction du Targoum Onkelos, réalisé sous la supervision de ces maîtres et devenu depuis la traduction judéo-araméenne standard du Pentateuque.

## Éléments biographiques
La vie d’Onkelos fils de Kelonikus (T.B. Guittin 56b) ou Kelonimus (T.B. Avoda Zara 11a) n'est connue que par ce qu'en disent les traditions rabbiniques. Plusieurs de ces traditions s'accordent pour en faire le fils de la sœur de Titus, et une vague ressemblance a été notée entre les noms de Kelonimus et Clémens, porté par plusieurs membres de la famille flavienne, dont Titus Flavius Clemens, un tribun favorable aux Judéens et qui pourrait s’être converti au judaïsme sous le règne de Domitien.
Selon l’une des nombreuses traditions relatives à sa conversion, le Romain aurait, avant de prendre sa décision, consulté l’esprit du défunt Titus, ainsi que de Balaam et des pécheurs d’Israël (une autre version porte Yeshou, le disciple de Yehoshoua ben Perahya ; cette version, probablement originelle, a été escamotée par la censure chrétienne qui y a vu une allusion insultante au fondateur du christianisme) ; il demande à chacun le statut d’Israël dans le monde à venir, le bien-fondé de la conversion et le châtiment qu’encourent ceux qui s’opposent à leur peuple, leurs prophètes et leurs sages. Tous s’accordent sur le premier point et sur la dureté des peines encourues par les ennemis, extérieurs ou intérieurs, d’Israël (T.B. Guittin 56b-57a).
Une identification plus précise est toutefois rendue difficile par les divergences entre cette tradition, qui fait d'Onkelos le neveu de Titus (seconde moitié du Ier siècle), le Midrash Tanhouma qui le présente comme celui de Hadrien (première moitié du IIe siècle) et le Zohar qui affirme qu’il aurait, avant sa conversion, étudié auprès de Hillel et Shammaï (début du Ier siècle, au plus tard). Le Gaon de Vilna tente d'aplanir la difficulté en corrigeant la version du Talmud pour lire « Onkelos fils d'Onkelos fils de la sœur d'Hadrien », Onkelos père ayant sympathisé avec les Juifs avant la destruction du second Temple de Jérusalem tandis qu'Onkelos fils aurait franchi le pas de la conversion sous le règne de l'empereur qui voudra reconstruire la ville comme Ælia Capitolina.
Onkelos se fait, selon le Talmud, disciple de Rabban Gamliel de Yavné (T.B. Avoda Zara 11a) avec lequel il semble avoir été particulièrement proche puisqu'il lui assurera des funérailles royales. Le nouveau converti se montre particulièrement rigoureux en matière de loi juive, préfère se baigner dans la Méditerranée que dans un bain rituel dont il soupçonne les eaux d’avoir été puisées (Tossefta Mikvaot 6:3), et s’astreint à l'observance de toutes les contraintes alimentaires incombant aux prêtres tandis que son maître applique seulement les ordonnances pour les nourritures profanes (Tossefta Haguiga 3:2-3). À la mort de Rabban Gamliel, il étudie aux pieds de Rabbi Yehoshoua et Rabbi Eliezer.

## Œuvre et enseignements
Onkelos semble avoir été un prédicateur enthousiaste et lorsque Hadrien dépêche plusieurs légions pour ramener son neveu à Rome, Onkelos les gagne tous à la faveur du judaïsme (T.B. Avoda Zara 11a),. L'une de ses interprétations a été conservée dans le Talmud de Babylone (Baba Batra 99a), selon laquelle les chérubins de l’Arche d'Alliance regardaient dans la direction opposée, « comme un élève prenant congé de son maître ». Son plus grand accomplissement est d’avoir, selon le Talmud de Babylone, traduit la Torah en araméen d’après les enseignements de Rabbi Yehoshoua et Rabbi Eliezer et d'avoir, ce faisant, reconstitué la traduction proclamée par Ezra le scribe lors de sa lecture de la Torah publique (Meguila 3a).
Son grand-œuvre est le Targoum qui porte son nom, une traduction née dans l’académie de Yavné « puis adoptée et adaptée en Babylonie, dont la langue est proche de l'araméen biblique et dont la traduction est littérale mais non servile. » Il aurait été rédigé sous l'égide de Rabbi Éliézer et de Rabbi Yehochoua.

## Onkelos et Aquila
Le Talmud de Babylone crédite Onkelos le prosélyte d’avoir traduit la Torah en araméen d’après les enseignements de Rabbi Yehoshoua et Rabbi Eliezer (Meguila 3a) tandis que le passage parallèle du Talmud de Jérusalem, antérieur de deux siècles au précédent, mentionne un certain Aquila, auteur d'une traduction de la Torah en grec qu'il aurait présentée devant ces maîtres (Meguila 1:9, guemara).
De par la similarité des noms entre les personnages et des faits rapportés en leur nom (tous deux seraient des riches citoyens romains, proches parents de l'empereur, Titus ou Hadrien, l'auraient fortement indisposé par leur conversion, auraient écrit une traduction de la Bible et se seraient imposé de purifier la part d'héritage qui leur provenait de leur père bien que la loi juive dispense d'être si pointilleux en matière de pureté rituelle), un certain consensus règne, tant parmi les commentateurs traditionnels que dans le monde universitaire, sur l'identification des deux traducteurs à une seule et même personne, peut-être Aquila de Sinope,, la traduction en grec de la Torah étant une œuvre de jeunesse tandis que le Targoum araméen serait celle de la maturité. 
Toutefois, les citations par le Talmud de Jérusalem de la traduction d’Aquila font apparaître des différences notables entre les traductions grecque et araméenne, la première affichant, contrairement à la seconde, un parti pris herméneutique de traduire le texte biblique mot-à-mot,y compris les prépositions grammaticales, aux dépens de la fluidité et du respect de la grammaire grecque. Le rabbin Azaria di Rossi, faisant état de deux versions différentes de la traduction d'Aquila, la seconde étant plus proche du Targoum Onkelos que la version préservée par Origène dans l'Hexapla, est le premier à défendre l’idée qu'il n'y aurait pas identité mais confusion entre les personnages ; diverses variantes et tentatives de conciliation entre ces hypothèses ont été proposées.

## Sources
- Cet article contient des extraits de l'article « ONḲELOS » par Wilhelm Bacher & Louis Ginzberg de la Jewish Encyclopedia de 1901–1906 dont le contenu se trouve dans le domaine public.